# Atentado del Samjhauta Express en 2007
El atentado del Samjhauta Express fue un ataque terrorista que tuvo lugar alrededor de la medianoche del 18 de febrero de 2007 en el Samjhauta Express, un servicio ferroviario que conecta Delhi (India) con Lahore (Pakistán) dos veces por semana. Las bombas estallaron en dos vagones, ambos llenos de pasajeros, justo después de que el tren pasara por la estación de Diwana, cerca de la ciudad india de Panipat, a 90 kilómetros (50 millas) al norte de Nueva Delhi. 68 personas perdieron la vida en el incendio resultante y docenas más fueron heridas. De los 68 fallecidos, la mayoría eran civiles pakistaníes, pero entre las víctimas también había algunos civiles indios, así como personal militar indio que protegía el tren.
Posteriormente, los investigadores encontraron restos de maletas con artefactos explosivos improvisados y material inflamable, tales como tres artefactos sin detonar. Dentro de una de estas maletas que no había detonado, estaba empacado un temporizador digital con revestimiento de plástico transparente, junto con una docena de botellas de plástico que contenían productos químicos y combustibles. Después de los atentados, se autorizó que ocho vagones no afectados completaran el trayecto con los pasajeros hasta Lahore.
Tanto el gobierno indio como el pakistaní condenaron el ataque, y los funcionarios de ambas partes especularon que los autores tenían la intención de perturbar la mejora de las relaciones entre los dos países, ya que el ataque se produjo justo un día antes de que el Ministro de Relaciones Exteriores pakistaní Khurshid Mahmud Kasuri llegara a Nueva Delhi para reanudar las conversaciones de paz con los líderes indios. Ha habido una serie de pausas en la investigación de los atentados; pero, hasta mayo de 2008, nadie había sido acusado por el ataque.

## Antecedentes
Desde su formación como resultado de la partición de la India en 1947, la India y Pakistán han tenido una relación conflictiva. En su plan para la partición, el gobierno británico permitió a los 565 estados principescos decidir a qué país querían unirse. La mayor parte de estados principescos de mayoría hindú accedió a formar parte de la República de la India, mientras que la mayor parte de los estados principescos con mayoría musulmana se unieron a la República Islámica de Pakistán. La decisión tomada por los líderes de algunos de estos estados principescos ha sido una fuente de conflicto y tensión entre ambos países.
Cachemira es uno de estos estados principescos, cuya población es mayormente musulmana, pero el gobernante hindú Hari Singh decidió unirse a la India. India y Pakistán han peleado tres guerras por esta región en disputa: en 1947, 1965 y 1999. Desde la década de 1980, la insurgencia de Jammu y Cachemira ha atacado a civiles, miembros del gobierno y del Ejército Indio. Algunos grupos, como las organizaciones terroristas islámicas Lashkar-e-Toiba y Jaish-e-Mohammed, creen que Cachemira debe estar integrada a Pakistán, mientras que otros —como el Frente de Liberación de Jammu y Cachemira— creen que debe convertirse en un Estado independiente. Como resultado de esta disputa, miles de civiles han muerto.
En años recientes, los gobiernos indio y pakistaní han llevado a cabo intentos para lograr la paz o, al menos, calmar las tensiones entre los países. Un intento en el proceso de paz llegó con el lanzamiento del Samjhauta Express, llamado así porque la palabra samjhauta significa "acuerdo" y "compromiso" en hindi y urdu, los idiomas nacionales de la India y Pakistán, respectivamente. Dos veces por semana, este servicio de tren discurre entre Delhi y Attari en India y Wagah y Lahore en Pakistán. Inaugurado en 1976, el Samjhauta Express ha servido como la única conexión ferroviaria entre los dos países hasta la inauguración del Thar Express. Dada la naturaleza del servicio transnacional y la violencia en curso en la región, el Samjhauta Express ha estado siempre muy bien resguardado, pues era un objetivo de alto riesgo para ataques terroristas. Semanas después del atentado terrorista al Parlamento Indio del 13 de diciembre de 2001, el servicio de tren fue discontinuado por razones de seguridad. Si bien se reanudó el servicio el 15 de enero de 2004, el tren fue puesto en alta seguridad. Solo días antes del ataque, el Ministro de Relaciones Exteriores pakistaní Khurshid Mahmud Kasuri anunció que iría a Delhi el 21 de febrero de 2007 para reunirse con funcionarios del gobierno indio con la finalidad de continuar las negociaciones de paz y firmar un acuerdo de reducción del riesgo nuclear.

## Detalles
Dos explosiones sacudieron dos vagones del Samjhauta Express que viajaba entre India y Pakistán en torno a las 23:53, según la zona horaria de la India (18:23 UTC) el domingo 18 de febrero de 2007, cuando el tren estaba pasando por una estación ferroviaria en el poblado de Diwana, cerca de la ciudad india de Panipat. Un empleado ferroviario, encargado del paso a nivel en la vía férrea a dicha hora declaró:
Era alrededor de las 11:52 cuando le mostré la señal con la linterna al Attari [Samjhauta] Express que estaba viniendo muy rápido, probablemente a más de 100 kilómetros por hora. Justo cuando llegó cerca de la señal principal, pude escuchar dos explosiones fuertes de los vagones cerca de la furgoneta de los guardias en la parte de atrás.
Después de las explosiones, ambos vagones estaban envueltos en llamas y muchos pasajeros fueron incapacitados por el humo. Testigos afirman haber visto pasajeros gritando e intentando escapar; pero, como la mayoría de las ventanas del tren estaban atrancadas por razones de seguridad, muchos no pudieron lograrlo a tiempo. Los heridos fueron retirados de los vagones en llamas por otros pasajeros y residentes locales.
Al final, el atentado terrorista dejó un saldo de 68 fallecidos y 50 heridos. La mayor parte de los muertos y heridos eran ciudadanos pakistaníes, aunque algunos indios, incluyendo a los trabajadores ferroviarios, también fallecieron. La identificación inicial de las víctimas fue dificultada por el hecho de que muchos de los cuerpos estaban carbonizados e irreconocibles. El resto del tren, que permaneció sin daño alguno por el ataque, continuó hasta el pueblo indio fronterizo de Attari. Allí, los pasajeros fueron transferidos a un tren pakistaní que los llevó a su destino final en Lahore.

## Reacciones

### India
El Ministro de Ferrocarriles Lalu Prasad Yadav condenó el incidente y afirmó que el ataque fue «un intento de hacer descarrilar la cada vez mejor relación entre India y Pakistán». También anunció compensaciones monetarias de un millón de rupias (aproximadamente 16.800 euros o 22.500 dólares) para los familiares próximos de cada una de las personas fallecidas y 50.000 rupias para los heridos. El Ministro del Interior Shivraj Patil sostuvo que «quienquiera que esté detrás del incidente está en contra de la paz y quiere echar a perder nuestra creciente relación con otros países». El Primer Ministro Manmohan Singh expresó «angustia y pesar» por la pérdida de vidas y prometió que los culpables serían capturados. El Ministro de Asuntos Exteriores de India también prometió emitir visas para familiares pakistaníes de los muertos o heridos en las explosiones.
El periodista indio Siddharth Varadarajan afirmó que el proceso de paz debía mantenerse en camino y que cualquier vacilación sería equivalente a rendirse ante el terrorismo. Por su parte, el partido opositor Bharatiya Janata condenó los ataques y solicitó al Congreso Nacional Indio que pidiera a Pakistán que cumpliera con su promesa de 2004 de acabar con el terrorismo transfronterizo. Dicho partido también abogó por un proyecto de ley antiterrorista más dura que tomara un enfoque de "tolerancia cero" con el terrorismo en India.

### Pakistán
El Gobierno de Pakistán reaccionó en el mismo sentido por medio de su Ministro de Asuntos Exteriores Khurshid Mahmud Kasuri quien proclamó que fue un acto de terrorismo que debía ser investigado por las autoridades indias. Kasuri sostuvo que el ataque terrorista no detendría su viaje a India y que «iría mañana a Delhi para promover el proceso de paz». Continuó diciendo que «debemos acelerar el proceso de paz». En respuesta al atentado terrorista, el presidente Pervez Musharraf declaró que «tales actos despiadados de terrorismo solo serviría para fortalecer aún más nuestra determinación de alcanzar el objetivo mutuamente deseado de una paz duradera entre los dos países». Musharraf también dijo que debía realizarse una completa investigación india del atentado. Con respecto a las próximas conversaciones de paz, declaró que «no permitiremos elementos que quieren sabotear el proceso de paz en curso tengan éxito en sus nefastos designios».

### Otras partes del mundo
En el Reino Unido, el ministro de la Foreign and Commonwealth Office Kim Howells condenó lo que calificó como ataques «absolutamente vergonzosos» y ofreció sus «condolencias a la familia y amigos de aquellos muertos y heridos». Asimismo, prometió a «los Gobiernos de India y de Pakistán cualquier ayuda que requieran para llevar ante la justicia a los perpetradores de este ataque brutal». Líderes de la comunidad británica-pakistaní llamaron al ataque terrorista un «acto despreciable» e instaron a una investigación rápida sobre la tragedia para que los responsables puedan ser arrestados y encarcelados.
El Gobierno del presidente George W. Bush condenó a los responsables de las explosiones a bordo del Samjhauta Express. En nombre del Gobierno de Estados Unidos, el portavoz de la Casa Blanca David Almacy declaró que:
Expresamos nuestro profundo pesar por esta tragedia y extendemos condolencias a las familias de las víctimas. Apreciamos el liderazgo del Primer Ministro indio [Mammohan] Singh y del Presidente pakistaní [Pervez] Musharraf y condenamos a quienes tratan de socavar el progreso en las relaciones entre los dos países.

## Tensión
El 23 de febrero, un avión de transporte táctico C-130 de la Fuerza Aérea de Pakistán aterrizó, una vez que se le concedió permiso, en Nueva Delhi para evacuar a los pakistaníes heridos en el atentado. De las diez personas a ser evacuadas, tres estaban desaparecidas, todas de la misma familia. El portavoz de la Oficina de Asuntos Exteriores de Pakistán, Tasneem Aslam, afirmó que el padre, Rana Shaukat Ali, fue hostigado por personal de la agencia de inteligencia india en el Hospital Safdarjung. Asiam también dijo que se negó el ingreso al hospital a oficiales de la Comisión Superior pakistaní. Un portavoz del Ministerio de Asuntos Exteriores de India, Navtej Sarna, negó estas acusaciones y declaró que los pacientes serían llevados al aeropuerto. Sarna dijo a la prensa que la familia de Ali no estaba desaparecida y que los doctores del hospital habían decidido no permitir el acceso de los oficiales pakistaníes en el hospital. También sostuvo que el avión C-130 había tenido un problema y no había podido despegar. Después, Aslam declaró a los corresponsales de prensa que la «aeronave [C-130] todavía estaba en el aeropuerto» y que Ali eligió regresar a Pakistán por vía terrestre.
A pesar de las tensiones entre los ministerios de Asuntos Exteriores de ambos países, la aeronave C-130 despegó de Nueva Delhi en torno a las 21:00 (hora local). Después del incidente, Ali criticó a los medios de comunicación que le pidieron «historias para sus publicaciones en un momento en que no estoy en control de mis sentidos debido a la muerte de mis cinco hijos». También afirmó que los oficiales indios le mostraron bocetos de sospechosos, pero que no pudo identificarlos.

## Investigación
El día siguiente a las explosiones, la policía india afirmó que el ataque con bombas ubicadas en maletas fue obra de, por los menos, cuatro o cinco personas con una posible conexión militante. La policía también publicó bosquejos de dos sospechosos, quienes habían salido del tren solo quince minutos antes de las explosiones, según el inspector general de la policía. La policía declaró que uno de los hombres tenía alrededor de 35 o 36 años de edad y tenía un bigote, mientras que el segundo tenía unos 26 o 27 años y usaba una bufanda envuelta en torno a su cabeza. La policía también declaró que ambos hombres estaban hablando hindi. Otro hombre, un ciudadano pakistaní que estaba ebrio en ese momento, fue cuestionado debido a que dijo que lanzó fuera del tren una de las maletas con explosivos. Un alto funcionario de la policía estatal de Haryana afirmó que el «relato [del hombre] ha sido inconsistente y todavía no tenemos conclusiones definitivas». Más tarde, el inspector general sostuvo que «la maleta estaba tirada en la vía» y que el ciudadano pakistaní «estaba allí y dijo que la había tirado».
A inicios de marzo, la policía de Haryana arrestó a dos personas de la ciudad de Indore que presuntamente vendieron las maletas usadas en los ataques. No se levantaron cargos sobre estas personas. Una investigación llevada a cabo por el comisionado de la seguridad ferroviaria determinó oficialmente que las explosiones y el incendio del Samjhauta Express habían sido ocasionados por bombas ubicadas en los compartimientos superiores en los vagones GS 03431 y GS 14857. La investigación también mostró que el tren bajó su velocidad a unos 20 kilómetros por hora justo antes de que fuera a pasar la estación ferroviaria de Diwana. Los resultados fortalecieron la creencia de que los sospechosos se bajaron del tren antes de las explosiones. El 31 de marzo de 2007, un hombre de 25 años de edad fue interrogado tras ser arrestado en Amritsar después de haber saltado de un tren en movimiento bajo circunstancias sospechosas.

### Desarrollos posteriores
No tuvieron lugar mayores desarrollos en la investigación desde marzo de 2007. Mientras tanto, los gobiernos indio y pakistaní acordaron un pacto bilateral que extendió los servicios de tren de pasajeros y de carga entre los dos países hasta 2010. A fines de abril, los gobiernos indio y pakistaní iniciaron nuevas medidas de seguridad para el Samjhauta Express. Ambos países empezaron a compartir información de los pasajeros que viajaban en los trenes. El tren se encuentra bajo un sistema de reservas y, como una fuente del Ministerio de Ferrocarriles dijo, «con ningún vagón sin ser reservado, ahora tenemos los detalles completos de los pasajeros a partir de la información de reserva de sus billetes un par de horas antes de su embarque y salida del tren». También a fines de abril, tres nuevos vagones equipados con los sistemas antiincendios más avanzados de India fueron añadidos al Samjhauta Express. Fuentes del Ministerio de Ferrocarriles de India comentaron que el sistema actúa con la presión del frenado y este sistema de vidrio encajonado podía lanzar agua hasta una distancia de 15 metros. Un grupo de miembros indios y pakistaníes del Mecanismo Antiterror se reunieron el 22 de octubre de 2007 para actualizarse con respecto al estado de la investigación.
El ataque fue atribuido primero a militantes islámicos de Pakistán. Los informes periodísticos iniciales sugirieron que los principales sospechosos en el atentado fueron los grupos islámicos Lashkar-e-Toiba y Jaish-e-Mohammed, los cuales habían sido culpados de muchos atentados de alto perfil en el pasado. En Chandigarh, el inspector general (de la policía de ferrocarriles), K K Mishra, dijo que «nuestras investigaciones en el caso del Samjhauta nos ha llevado a Indore después de que consiguiéramos pistas que las maletas y sus costuras usadas en las explosiones fueron procuradas desde Indore». Los oficiales indios afirmaron que estaban preparados para compartir sus hallazgos con Pakistán. El 1 de julio de 2009, el Departamento del Tesoro de los Estados Unidos y el Consejo de Seguridad de Naciones Unidas impusieron sanciones sobre la organización terrorista con base en Pakistán, Lashkar-e-Toiba, y nombraron a Arif Qasmani y a otros tres terroristas como conspiradores de las explosiones en el Samjhauta Express.